# Matthew Weiner
Pour les articles homonymes, voir Weiner.
Matthew Weiner, né en 1965, est un écrivain, scénariste, réalisateur et producteur américain de séries télévisées dramatiques.
Il est particulièrement le créateur, producteur exécutif, scénariste principal et responsable de la série de la chaîne AMC, Mad Men. Il a également participé à la série de HBO, Les Soprano, dans laquelle il était scénariste et producteur au cours des cinquième et sixième saisons.
Il a remporté six Emmy Awards pour son travail sur Mad Men et Les Soprano.

## Biographie
En février 2015 il fait partie des membres du jury des longs métrages lors du 65e Festival de Berlin, présidé par Darren Aronofsky.

## Filmographie

### Comme producteur
- 2000-2002 : Becker (48 épisodes)
- 2002-2003 : Le Monde merveilleux d'Andy Richter (Andy Richter Controls the Universe) (9 épisodes)
- 2004-2007 : Les Soprano (The Sopranos) (34 épisodes)
- 2007-2015 : Mad Men
- 2013 : Amis pour la vie (Are You Here)

### Comme scénariste
- 1997 : Une fille à scandales (The Naked Truth)
- 1999-2002 : Becker (9 épisodes)
- 2002 : Baby Blues
- 2002 : In-Laws
- 2003 : Le Monde merveilleux d'Andy Richter (Andy Richter Controls the Universe) (1 épisode)
- 2004-2007 : Les Soprano (The Sopranos) (12 épisodes)
- 2007-2015 : Mad Men
- 2013 : Amis pour la vie (Are You Here)
- 2018 : The Romanoffs (série télévisée)

### Comme réalisateur
- 2007-2015 : Mad Men
- 2013 : Amis pour la vie (Are You Here)
- 2018 : The Romanoffs (série télévisée)

## Œuvre littéraire

### Roman
- Heather, par-dessus tout, Gallimard, 2017 ((en) Heather, the Totality, Little, Brown and Company, 2017)

## Récompenses et distinctions

### Récompenses
- BAFTA Awards :
  - Meilleure série internationale (2009) pour Mad Men
- Emmy Awards :
  - Meilleure série dramatique (2004 et 2007) pour Les Soprano
  - Meilleure série dramatique (2008, 2009 et 2010) pour Mad Men
  - Meilleur scénario pour une série dramatique (2008, 2009 et 2010) pour Mad Men
- Producers Guild of America :
  - Meilleure série dramatique (2005 et 2008) pour Les Soprano
  - Meilleure série dramatique (2009) pour Mad Men
- Writers Guild of America :
  - Meilleur scénario pour une série dramatique (2007) pour Les Soprano
  - Meilleur scénario pour une nouvelle série (2008) pour Mad Men
  - Meilleur scénario pour une série dramatique (2009) pour Mad Men

### Nominations
- Emmy Awards :
  - Meilleur scénario pour une série dramatique (2008, 2009 et 2010) pour Mad Men
  - Meilleur scénario pour une série dramatique (2004 et 2007) pour Les Soprano
- Directors Guild of America :
  - Meilleure réalisation pour une série dramatique (2008) pour Mad Men
- Producers Guild of America :
  - Meilleure série dramatique (2007) pour Les Soprano
- Writers Guild of America :
  - Meilleur scénario pour une série dramatique (2004 et 2007) pour Les Soprano
  - Meilleur scénario pour une série dramatique (2008) pour Les Soprano
  - Meilleure série dramatique (2006) pour Les Soprano
  - Meilleur scénario pour une série dramatique (2008) pour Mad Men